# Friederike Benda
Friederike Benda (* 1987 in Berlin) ist eine deutsche Politikerin (BSW). Sie ist Landesvorsitzende des BSW Brandenburg und seit Gründung der Partei eine von deren stellvertretenden Bundesvorsitzenden.

## Leben
Benda wurde in Berlin geboren und studierte Rechtswissenschaften; sie ist von Beruf Juristin. Sie lebt in der brandenburgischen Gemeinde Birkenwerder (Landkreis Oberhavel).

## Politische Laufbahn
Benda war über viele Jahre Mitglied der Partei Die Linke. Innerhalb der Partei übernahm sie verschiedene Funktionen auf Bundesebene und war Mitglied des geschäftsführenden Parteivorstands sowie stellvertretende Bundesvorsitzende. Sie kandidierte bei der Bundestagswahl 2017 im Bundestagswahlkreis Berlin-Charlottenburg – Wilmersdorf und auf Platz 11 der Landesliste der Linken, verfehlte jedoch den Einzug in den Bundestag. Zudem kandidierte sie erfolglos bei der Wahl zum Abgeordnetenhaus von Berlin 2021 und der Wiederholungswahl 2023 im Wahlkreis Tempelhof-Schöneberg 1.
Im Jahr 2023 verließ sie gemeinsam mit Sahra Wagenknecht und weiteren Mitstreitern die Linkspartei, um die Gründung einer neuen politischen Partei vorzubereiten. Am 8. Januar 2024 war sie Mitgründerin des Bündnis Sahra Wagenknecht – Vernunft und Gerechtigkeit (BSW). Auf dem Gründungsparteitag wurde sie zur stellvertretenden Parteivorsitzenden gewählt.
Zur Bundestagswahl 2025 trat sie als Spitzenkandidatin des BSW in Brandenburg an. Ihre Partei erreichte in Brandenburg 10,71 %. Bundesweit erreichte das BSW 4,97 % und verfehlte damit knapp den Einzug in den Bundestag.
Beim Landesparteitag in Kleinmachnow am 12. Juli 2025 wurde sie zur Landesvorsitzenden des Brandenburger BSW gewählt.

## Positionen

### Soziales und Wirtschaft
Benda tritt für eine Wirtschaftspolitik mit hohen öffentlichen Investitionen ein und lehnt strikte Sparvorgaben wie die Schuldenbremse ab.

### Friedenspolitik und Außenpolitik
Benda spricht sich gegen eine weitere Aufrüstung der Bundeswehr und für „diplomatische Lösungen“ in internationalen Konflikten aus. Unter Bendas Führung forderte das Brandenburger BSW ein Ende der Wirtschaftssanktionen gegen Russland und eine Deckelung der Energiepreise. Deutsche Waffenlieferungen an die Ukraine und an Israel lehnt sie ab. Die von Bundeskanzler Olaf Scholz 2022 ausgerufene Zeitenwende kritisiert sie.